# Фульда, Людвиг
Людвиг Антон Саломон Фу́льда (нем. Ludwig Anton Salomon Fulda; 15 июля 1862, Франкфурт-на-Майне — 30 марта 1939, Берлин) — немецкий драматург и переводчик. Известен своим активным участием в «манифесте девяносто трёх» в начале Первой мировой войны.

## Биография
Сын банкира, Людвиг Фульда поначалу учился на экономиста и начал писать, изучая германистику и философию во время работы над историко-критическим поэтическим изданием. По окончании учёбы в Берлинском, Лейпцигском и Гейдельбергском университетах защитил диссертацию в 1883 года. Вскоре его ждал успех в театре и начиная с 1884 года Фульда был свободным писателем в Мюнхене и временами в Берлине. Вместе со своим другом Максом Бернштейном он разработал стратегии реализации литературных произведений и способы обходить цензуру. В 1886 году друзья организовали первую в Германии, но официально не публичную постановку «Привидений» Генрика Ибсена в Аугсбурге. Вслед за этим Фульда вместе с Отто Брамом и Фрицем Маутнером организовал и руководил коллективом Freie Bühne.
Людвиг Фульда писал стихи и пьесы, а также занимался переводами. В 1906 и 1913 годах он с лекциями гастролировал по США. Его бесстрашная борьба против цензуры, прежде всего с соучредителями Гётевского союза в Берлине, и его заступничество за права авторов практически предопределили его сотрудничество с Прусской академией искусств, членом которой он стал в 1926 году. В 1925—1932 годах Карл Федерн и Фульда стали первыми сопредседателями германского отделения ПЕН-клуба, а с 1926 года возглавил коллегию секции поэтического искусства Прусской академии художеств.
Летом 1932 года по случаю 70-летия Фульды рейхспрезидент Пауль фон Гинденбург вручил ему медаль Гёте за заслуги в искусстве и науке. 5 мая 1933 года по причине своего еврейского происхождения Фульда был исключён из секции, а в 1935 году на публикацию его сочинений был наложен запрет.
В 1937 году Фульда навещал в США переехавшего туда сына Карла Германа, и его возвращение в Германию оказалось трагической ошибкой. Фульда долгие годы пытался получить выездную визу, но так и не получил разрешения. Фульда покончил жизнь самоубийством.
Наиболее известное драматургическое произведение Фульды называется «Талисман». В своих ранних работах Фульда ориентировался на Родериха Бенедикса, затем на Оскара Блюменталя и с появлением натуралистического направления безуспешно пытался найти себя в социальной драме. Фульда прославился переводами Мольера и Эдмона Ростана.